# Varta (opera)
Varta je miniopera českého skladatele Jana Franka Fischera na vlastní libreto. Vznikla z podnětu dirigenta a dramaturga brněnské Komorní opery Václava Noska a poprvé ji uvedla 22. listopadu 1997 Komorní opera, scéna Hudební fakulty Janáčkovy akademie múzických umění v Brně na jevišti Bezbariérového divadla Barka, společně s minioperou Stažená hrdla Ilji Hurníka a dvěma díly Bohuslava Martinů, baletu Kuchyňská revue a opery Dvakrát Alexandr.

## Osoby a první obsazení
| osoba                       | hlasový obor | premiéra (22. listopadu 1997) |
| --------------------------- | ------------ | ----------------------------- |
| Josef, voják                | tenor        | Antonín Valenta               |
| Běta                        | mezzosoprán  | Jitka Bínová                  |
| Kaprál, později důstojník   | baryton      | Petr Špaček                   |
| První syn                   | tenor        | Daniel Balatka                |
| Druhý syn                   | …            | Karel Blaha                   |
| Třetí syn                   | baryton      | Zdeněk Kapl                   |
| Bubeníček                   | mluvená role | Jiří Nagy                     |
| Dirigent: Hideaki Hiraj     |              |                               |
| Režie: Bohuslava Kráčmarová |              |                               |
| Výprava: Karel Zmrzlý       |              |                               |